# Zhao Rugua
Zhao Rugua (en chino tradicional, 趙汝}) o Chau Ju-Kua,  Chou Ju-kua, Zhao Rukuo o leído erróneamente como Zhao Rushi (1170-1231) fue un historiador y funcionario imperial de la dinastía de los Song del Sur, miembro de la familia imperial, descendiente del emperador Taizong (939-997).
Siendo superintendente de aduanas del puerto de Quanzhou, escribió una Descripción de los pueblos bárbaros o Descripción de las naciones extranjeras (pinyin, Zhufan Zhi  c= 諸蕃 志; Wade-Giles, Chu-fan-chi) completado hacia 1225. Es considerado unos de los primeros manuales de comercio, que precedería a la literatura comercial de Occidente del siglo XIII.

## Biografía

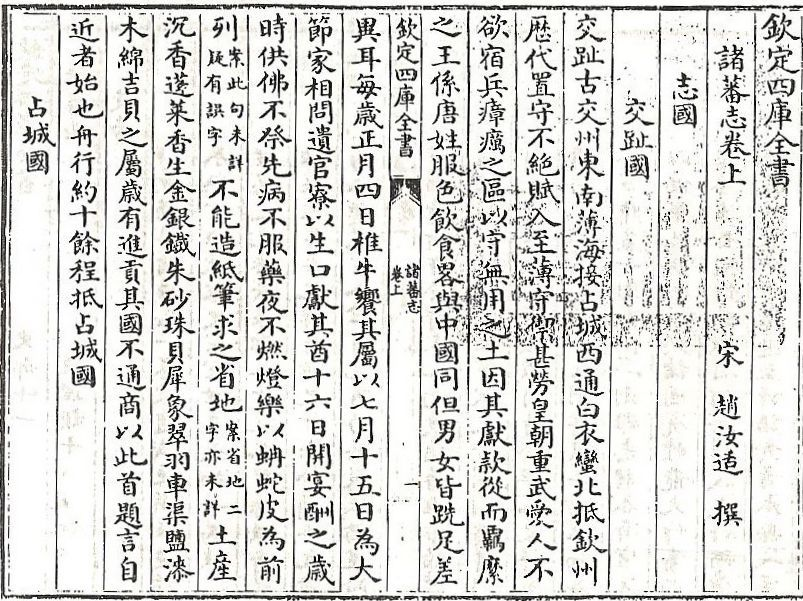
Una página del Zhu fan zhi.

Zhao era miembro del clan imperial de la dinastía Song, descendiente de la octava generación del emperador Taizong en el linaje a través del hermano menor del emperador Zhenzong.
Escribió un libro en dos volúmenes titulado Zhu Fan Zhi. El libro trata del mundo conocido por los chinos en los siglos XII y XIII. El primer volumen es un catálogo de ciudades y Estados extranjeros, con una descripción de cada lugar, los habitantes y sus costumbres, y los bienes producidos,  se refiere a las diversas rutas y plazas de comercio de Asia, el norte de África (específicamente Alejandría) se describe el famoso Faro de Alejandría, Arabia. El segundo volumen presenta una extensa relación de los productos comercializados en cada región, es un catálogo de 43 productos preciosos, desde alcanfor hasta cera de abeja, especias, ébano, etc.
El texto del manual fue traducido al inglés como "A description of barbarous peoples ou Records of foreign nations" por el sinólogo germano-estadounidense Friedrich Hirt en colaboración con el diplomático estadounidense, especialista en historia de Asia, William Woodeville Rockhill.